# El gato tuerto
El gato tuerto es una telenovela venezolana de 2007, producida y transmitida por la cadena de televisión Televen. Idea original de Germán Pérez Nahim, los guiones fueron contratados a la empresa Interart Teleautores, encargada del desarrollo de los mismos. El equipo de Interart estuvo liderado por César Sierra, e incluyó a Amaris Páez, Valentina Carbonel, y Fernando Martínez (escritor).
Estuvo protagonizada por Sabrina Seara y Andrés Scarioni, con la participación antagónica de Alexandra Rodríguez, Mariam Valero y los primeros actores Henry Zakka y Miriam Ochoa.

## Sinopsis
El Gato Tuerto es una comedia que se nutre de lo que sucede a diario en una estación de televisión. Historias de amor, ansias de éxito sanas o alienadas, profesionalismo, ego, en fin todo un mundo como de novela en el que abunda la tragicomedia, con episodios que resultarán supremamente atractivos para el televidente.
En medio de la risa, habrá una historia de amor, como la que protagonizan Mati (Sabrina Seara) y "El Gato" (Andrés Scarioni). Sabrina (Alexandra Rodríguez) encarna el papel femenino antagónico y Javier Valcárcel se enamora perdidamente de Mati, la protagonista. Así se conforma el principal drama amoroso de Gato Tuerto.
César (Henry Zakka) es el gerente General de TVC, el ficticio canal de televisión, donde trabajan todos los personajes de la comedia. Martha (Miriam Ochoa), es su inocente esposa. Scarlett (Marian Valero) se trata de la artista famosa -toda una diva- que ya ve acercarse su ocaso profesional, pues otras actrices más jóvenes amenazan con desplazarla.

## Elenco
- Sabrina Seara - María Amatista Pérez Gamboa  "Mati"
- Andrés Scarioni - Daniel Montalvo "El Gato"
- Alexandra Rodríguez - Sabrina Guzmán
- Augusto Galíndez - Máximo Restrepo
- Pastor Oviedo - Alejandro
- Jamie Sasson - Victoria
- Carlos Arraíz - Oscarde Coromoto Sabroso Humpiérrez
- Mariam Valero - Scarlett Rosales
- Miriam Ochoa - Martha Vallealto
- Henry Zakka - César Montoya
- Malena Gómez - Marilyn
- Elisa Stella - Doña Elisa
- Malena González - Marilyn
- Willy Martin - Andy Bizot
- Patricia Ramos - Laura
- Aura Rivas - Getulia Wachoski
- Iraska León - Zafiro
- Guillermo Canache - Brian Bracho
- Ana Karina Casanova - Andrea Gutiérrez "La Gata"
- Javier Valcárcel - Ignacio Reyes
- José Romero - Michael Sánchez "Mc. Gyver"
- Henrique Lazo - Renato Manrique
- Rodolfo Gómez Leal
- Gabriela Guédez
- Natalia Martínez - Diana Anzola
- Gloria Ordóñez
- Julio Alcázar
- Mercedes Brito - Amanda
- Yulika Krausz
- Rodrigo González
- Alexa Cluve
- Marisol Calero
- Juan Carlos Adrianza - Dr. Valentín Belloso
- Henry Salvat - Baldomero Pérez

## Premios
El universo del espectáculo:
- Mejor actor de reparto: Javier Valcárcel
- Mejor actriz revelación: Malena Gómez
- Productor del año: Germán Pérez Nahim
- Mejor primer actor: Henry Zakka
- Escritor del año: César Sierra